# Lobsang Tsültrim (Ganden tripa)
Lobsang Tsültrim was een 19e-eeuws Tibetaans geestelijke. Hij was de vierentachtigste Ganden tripa van (vermoedelijk) 1890 tot 1896 en daarmee de hoofdabt van het klooster Ganden en hoogste geestelijke van de gelugtraditie in het Tibetaans boeddhisme.
Hij werd geboren in Gyelrong in Amdo. Details over zijn geboorte, ouders en jeugd zijn niet beschikbaar.
Lobsang Tsültrim reisde in zijn jeugd naar Lhasa en ging voor zijn monastieke opleiding naar het Sera Me College van het Seraklooster. Hij begon zijn studie met teksten over logica en epistemologie, vervolgens deed hij de vijf hoofdvakken van het Gelug-curriculum.
Volgens zijn biografie leefde Lobsang Tsültrim, in tegenstelling tot andere monniken, tijdens zijn studie in het klooster een leven als yogi; er werd gezegd dat hij helderziend was op basis van zijn nauwkeurige opschepperij tegenover zijn medemonniken dat hij zou opstijgen naar de Gouden Troon van Ganden.
Lobsang Tsültrim schreef zich in aan het Gyume College voor onderwijs in tantra volgens de Gelug-traditie en gerelateerde rituelen. Hij verdiende de titel van Ngakrampa, tantrameester. Hij vervulde vervolgens de verschillende posten die nodig waren om uiteindelijk Ganden tripa te worden, waaronder abt van Gyume en vervolgens van het Jangtse-college, een van de twee posities van waaruit de Ganden tripa's werden benoemd.
In 1890 werd Lobsang Tsültrim benoemd tot tachtigste Ganden tripa, en diende hij voor de traditionele ambtstermijn van zeven jaar, tot 1896. Volgens alternatieve bronnen heeft hij zes jaar gediend, van 1894 tot 1899.
Het jaar van overlijden van Lobsang Tsültrim is niet bekend. Hij werd opgevolgd door de tweede Trijang rinpoche, Lobsang Tsültrim Pälden (circa 1839-1900).